# Robert Smyth McColl
Pour les articles homonymes, voir Smyth et McColl.
Robert Smyth McColl est un footballeur international écossais, né le 13 avril 1876 et mort le 30 novembre 1958 , et évoluant au poste d'avant-centre.
Il compte 13 sélections pour 13 buts inscrits en équipe d'Écosse. Il fait partie du Scottish Football Hall of Fame, depuis 2011, lors de la huitième session d'intronisation.

## Biographie

### Carrière en club
Robert Smyth McColl commença sa carrière en 1894 au Queen's Park, avant de partir pour le championnat anglais en 1901 en signant pour Newcastle United. Il y resta 3 ans avant de revenir dans le championnat écossais aux Rangers pour deux années et un retour à son club formateur, le Queen's Park, où il redevint amateur pour les 4 dernières années de sa carrière.
Pour son tout dernier match de sa carrière, il inscrit 6 buts pour le Queen's Park contre Port Glasgow Athletic.
Robert Smyth McColl est aussi connu pour avoir donné son nom à la chaîne de magasins de presse, RS McColl (en), qu'il a fondé en 1901 avec son frère Tom. 

### Carrière internationale
Robert Smyth McColl reçoit 13 sélections en faveur de l'équipe d'Écosse. Il joue son premier match le 21 mars 1896, pour une victoire 4-0, au Carolina Port (en) de Dundee, contre le pays de Galles en British Home Championship. Il reçoit sa dernière sélection le 14 mars 1908, pour une victoire 5-0, au Dalymount Park de Dublin, contre l'Irlande en British Home Championship. Il inscrit 13 buts lors de ses 13 sélections, dont trois triplés et un doublé.
Il participe avec l'Écosse aux British Home Championship de 1896 à 1902 et à celui de 1908.

#### Buts internationaux
| no | Date         | Lieu                       | Adversaire     | Évolution | Score final | Compétition               |
| -- | ------------ | -------------------------- | -------------- | --------- | ----------- | ------------------------- |
| 1  | 28 mars 1896 | Stade de Solitude, Belfast | Irlande        | 1-0       | 3-3         | British Home Championship |
| 2  | 28 mars 1896 | Stade de Solitude, Belfast | Irlande        | 2-1       | 3-3         | British Home Championship |
| 3  | 27 mars 1897 | Ibrox Park, Glasgow        | Irlande        | 3-0       | 5-1         | British Home Championship |
| 4  | 26 mars 1898 | Stade de Solitude, Belfast | Irlande        | 2-0       | 3-0         | British Home Championship |
| 5  | 18 mars 1899 | Racecourse Ground, Wrexham | Pays de Galles | 2-0       | 6-0         | British Home Championship |
| 6  | 18 mars 1899 | Racecourse Ground, Wrexham | Pays de Galles | 5-0       | 6-0         | British Home Championship |
| 7  | 18 mars 1899 | Racecourse Ground, Wrexham | Pays de Galles | 6-0       | 6-0         | British Home Championship |
| 8  | 25 mars 1899 | Celtic Park, Glasgow       | Irlande        | 1-0       | 9-1         | British Home Championship |
| 9  | 25 mars 1899 | Celtic Park, Glasgow       | Irlande        | 4-0       | 9-1         | British Home Championship |
| 10 | 25 mars 1899 | Celtic Park, Glasgow       | Irlande        | 6-0       | 9-1         | British Home Championship |
| 11 | 7 avril 1900 | Celtic Park, Glasgow       | Angleterre     | 1-0       | 4-1         | British Home Championship |
| 12 | 7 avril 1900 | Celtic Park, Glasgow       | Angleterre     | 3-0       | 4-1         | British Home Championship |
| 13 | 7 avril 1900 | Celtic Park, Glasgow       | Angleterre     | 4-1       | 4-1         | British Home Championship |

## Palmarès
- Queen's Park :
  - Finaliste de la Coupe d'Écosse en 1900
  - Vainqueur de la Glasgow Cup en 1899
  - Vainqueur de la Sheriff of London Charity Shield (en) en 1899
  - Vainqueur de la Glasgow Football League en 1897
  - Vainqueur de la Scottish Amateur Cup (en) en 1912
  - Finaliste de la Glasgow Merchants Charity Cup en 1896 et 1908

- Newcastle United :
  - Vainqueur de la Northern Football League (en) en 1902-03 et 1903-04

- Rangers :
  - Vainqueur de la Glasgow Merchants Charity Cup en 1906 et 1907